# Savas
 Savas es una comuna francesa situada en el departamento de Ardèche, en la  región Auvergne-Rhône-Alpes (ARA). 

## Demografía
| 281 | 282 | 310 | 508 | 575 | 694 | 899 |
| Para los censos de 1962 a 1999 la población legal corresponde a la población sin duplicidades (Fuente: INSEE [Consultar]) |     |     |     |     |     |     |